# 스미카와역
스미카와역(일본어: 澄川駅, すみかわえき)은 일본 홋카이도 삿포로시 미나미구에 위치한 삿포로 시영 지하철의 역이다.

## 역 구조
1면 2선 섬식 승강장의 고가역이다. 1층에 개찰구, 2층에 승강장이 있다. 역무실 근처에는 개찰구와 승강장을 연결하는 엘리베이터가 있지만, 개찰구 정면의 계단과 반대 방향으로 설치되어 있다.
화장실은 개찰구 안팎으로 양쪽에 있고, 안쪽 것은 개찰구에서 승강장으로 향하는 계단의 중간에 있고 바깥쪽 것은 북쪽 출입구에 설치되어 있다. 휠체어 전용 화장실은 개찰구 바깥에 있다.

### 타는 곳
| 1 | 난보쿠 선 | 마코마나이 방면             |
| 2 | 난보쿠 선 | 오도리・삿포로・아사부 방면 |

## 이용 현황
삿포로 시 교통국의 조사에 따르면 2015년도 1일 평균 승차 인원은 10,084명이다.
최근 1일 평균 승차 인원의 추이는 다음과 같다.
| 연도 | 1일 평균 승차 인원 |
| ---- | ------------------ |
| 2008 | 10,466             |
| 2009 | 10,248             |
| 2010 | 10,079             |
| 2011 | 10,046             |
| 2012 | 10,121             |
| 2013 | 10,242             |
| 2014 | 10,166             |
| 2015 | 10,084             |

## 역 주변
- 히라기시도리
- 미나미 경찰서 스미카와 파출소
- 삿포로 스미카와 역전 우체국
- 홋카이도 은행 스미카와 지점
- 스미카와 메디컬 센터
- 삿포로 시립 스미카와 초등학교
- 삿포로 시립 히라기시타카다이 초등학교
- 삿포로 시립 히라기시 중학교
- 홋카이도 삿포로 히라기시 고등학교
- 삿포로 시 스미카와 도서관
- 덴진 산
- 홋카이도 국제 학교
- 삿포로 법무국 미나미 출장소
- 도요히라강

## 역사
- 1971년 12월 16일: 기타24조 ~ 마코마나이 역간 개통에 따라 영업 개시.
- 2013년 2월 6일: 스크린도어 사용 개시[1].

## 사진

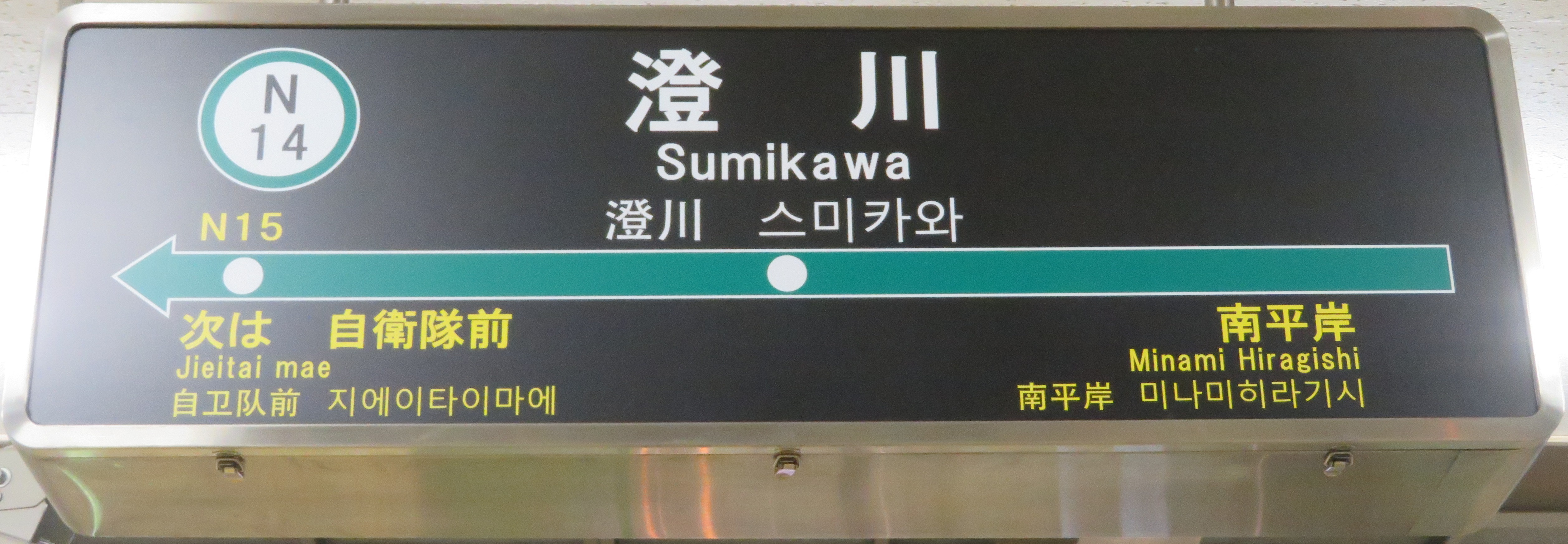
역명판

## 인접역
| 삿포로 시 교통국 지하철 난보쿠 선 | 삿포로 시 교통국 지하철 난보쿠 선 | 삿포로 시 교통국 지하철 난보쿠 선  |
| --------------------------------- | --------------------------------- | ---------------------------------- |
| N13 미나미히라기시 아사부 방면    | ● 난보쿠 선                       | N15 지에이타이마에 마코마나이 방면 |